# Нововодянский сельский совет (Каменско-Днепровский район)
Нововодянский сельский совет (укр. Нововодянська сільська рада) — входит в состав
Каменско-Днепровского района
Запорожской области
Украины.
Административный центр сельского совета находится в 
с. Нововодяное.

## История
- 1984 — дата образования.

## Населённые пункты совета
- с. Нововодяное
- с. Новоукраинка
- с. Примерное